# József Kossics

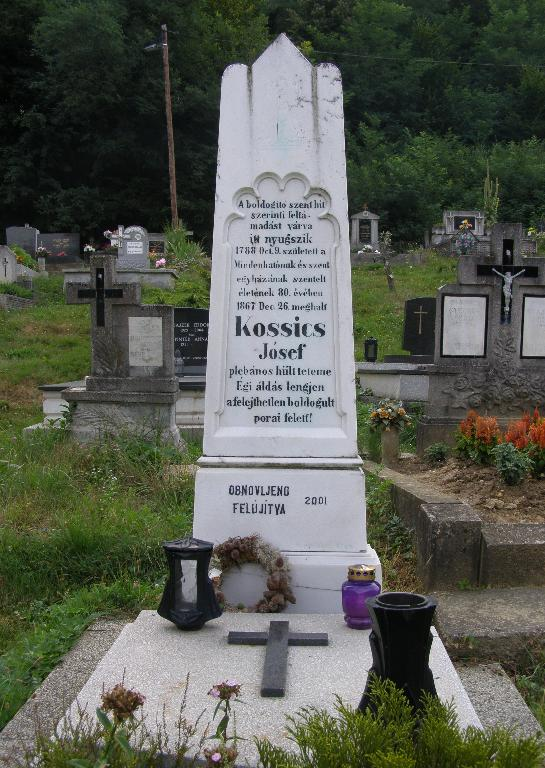
Grafsteen van József Kossics

József Kossics, Sloveens: Jožef Košič (Bagonya (Koninkrijk Hongarije, heden Slovenië), ca. 9 oktober 1788 – Felsőszölnök (Hongarije), 26 december 1867) was een Sloveens historicus, schrijver, dichter, etnoloog, taalkundige, rooms-katholiek priester. Hij werd geboren als zoon van de Kroatische József Kossics en de Sloveense Anna Kregár.
Na het gymnasium studeerde hij theologie in Szombathely en Kőszeg. Tot 1829 was hij priester in Felsőszölnök (Hongarije).
Werk: O vendskih-totih na Vogrskem is de eerste Sloveense monografie.
- Gemeinsame Normdatei: 119543508
- International Standard Name Identifier: 0000 0000 1335 3930
- Nationale en Universitaire bibliotheek Zagreb: 000670998
- Virtual International Authority File: 13120342
- WorldCat: E39PBJr7YMPXR68vgXGFHwpQMP